# Горлово (Сафоновский район)
Горлово   — деревня  в  Смоленской области России,  в Сафоновском районе. Население – 3 жителя (2007 год)  .  Расположена в центральной части области в 31 км к северо-востоку от города Сафонова, в 2,5 км севернее автодороги М1 «Беларусь», на берегу реки Гжелка.  В 7 км к юго-востоку от деревни железнодорожная станция Алфёрово на линии Москва — Минск.  Входит в состав Зимницкого сельского поселения.  

## История
В годы Великой Отечественной войны деревня была оккупирована гитлеровскими войсками в сентябре 1941 года, освобождена в 1943 году.